# یوهان یاکوب رایسکه
یوهان یاکوب رایسکه (به انگلیسی: Johannes Jacobus Reiskius؛ ۲۵ دسامبر ۱۷۱۶ – ۱۴ اوت ۱۷۷۴) محقق و پزشک آلمانی بود. او در رشته‌های زبان‌شناسی عربی و بیزانسی و نیز سکه‌شناسی اسلامی پیشگام بود.

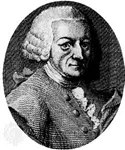

## زندگینامه
یوهان یاکوب رایسکه در ۲۵ دسامبر ۱۷۱۶ در زوربیگ در ناحیه هله به دنیا آمد و در چهاردهم اگوست ۱۷۷۴ در لیپزیک در گذشت پدرش دباغ بود و در کودکی وی، در گذشت او را به یتیم خانه ای در شهر هله سپردند. وی در مدت تحصیلات ابتدایی و دبیرستان زبان یونانی و لاتین را به خوبی فرا گرفت.
هنگامی که در بهار سال ۱۷۳۳ در دانشگاه شهر لیپزیک به تحصیل علم می پرداخت به تعبیر خود وی به خاطر «علاقهٔ مصرانهٔ شدیدی» که به آموختن زبان عربی داشت بدون کمک کسی و با تکیه بر استعداد هایی که در آموختن زبان های خارجی داشت توانست دستور زبان عربی را به خوبی فرا بگیرد وی خود را از ضروریات زندگی محروم کرد. در طول پنج سال تحصیل خود بجز دویست تالر از خانواده اش نگرفت تا بتواند کتاب های عربی را که علاقه‌مند به داشتن آنها بود به دست آورد.
پس از پی بردن و شناخت همه تألیفات عربی به تحقیق نسخه های خطی پرداخت. به میزانی که تحقیق او درباره کتاب های عربی افزوده می شد علاقه بیشتری به زبان عربی پیدا می کرد و دانست که فرونشاندن آتش این حرص و علاقه جز با دسترسی به نسخه های خطی کتابخانه پر بار لیدن ممکن نیست. وی على رغم تنگدستی اش به هلند رفت. سفر خود را در ماه مه ۱۷۳۸ آغاز کرد و ابتدا به هامبورگ رفت ولف او را به گرمی پذیرفت و وی می خواست که رایسکه را با حقوق نسبتاً خوبی که بسیار نیازمند آن بود به عنوان دستیار خود استخدام کند ولی او این پیشنهاد را رد کرد زیرا وی را از تحقیقات عربی به تحقیقات کلاسیک می کشاند در حالی که وجه نظر و اهتمام او در آن زمان تنها زبان عربی بود. با این حال دورویل به او عنایت داشت و تصحیح کتب چاپ شده را به او محول کرد کارهای ادبی گوناگونی از جمله ترجمه لاتین برخی متن ها را به او سپرد. دورویل حقوق و هزینه سال های آخر زندگی اش در هلند را به عهده گرفت.
ژوهان لوزاك (از ناشرین) به توصیه شولتنس او را از این بی پولی سخت رهایی بخشید و تصمیم گرفت او را به عنوان نمونه خوان صفحه های چاپی به کار گیرد و در مقابل مسکن و خوراك او را تأمین نماید در همان هنگام به تدریس خصوصی زبان یونانی و مکالمه لاتین با دانشجویان هلندی می پرداخت. بدین گونه وی توانست پولی را به دست آورد و به وسیلهٔ آن سایر نیازمندی هایش را رفع کند. 
هنگامی که در پاییز ۱۷۳۸ سخنرانی ها در دانشگاه لیدن از سر گرفته شد در سخنرانی های شولتنس حضور یافت و توانست توسط او به نسخه های خطی دانشگاه لیدن دست یابد همان که بخاطر آن این سفر طولانی را در پیش گرفته بود. شولتنس نظر او را به شعر عربی جلب کرد ولی توجه خاصش به المعلقات بود. نظم بخشی نسخه های خطی در کتابخانه دانشگاه لیدن به او سپرده شد، که فرصت ممتازی را برای تحقق بخشیدن به آرزویش در استفاده از نسخه های خطی آنجا برای او فراهم کرد. نسخه های خطی که برای او اهمیت داشت رونویسی کرد.
رایسکه در ماه مه ۱۷۴۶ توانست با رساله ای دربارهٔ مسائل پزشکی که در کتاب های اطبای عرب آمده بود به دکترای طب دست یابد . 
او در دهم ژوئن ۱۷۴۶ به وطن خود سفر کرد و در آغاز ماه ژوئیه به لیپزیک رسید. از آن جا که طب را به عنوان یک شغل عملی جدی نگرفت ناچار شد که همچون دوران اقامتش در هلند از راه تصحیح نمونه های چاپی تدریس خصوصی ترجمه به زبان لاتین و مانند آن به کسب درآمد بپردازد. در همان هنگام تحقیقات عربی خود را پی گرفت.
دربار درسدن لقب استادی به او داد، و حقوقی معادل صد تالر در سال برای او مقرر کرد. ولی این مبلغ - با وجود کم بودنش - به طور منظم به او داده نمی شد و حتی در سال ۱۷۵۵ متوقف گردید. به همین جهت وضعیت مالی اش بد شد. این مساله از آن روی بود که علمای روحانی مسیحی به شدت با او دشمنی داشتند زیرا وی اسلام را ستایش کرد و با دروغگویی ها و تهمت های دینی آنان نسبت به پیامبر اسلام و به طور کلی اسلام همنوایی نکرد. به همین خاطر، استاد سابقش شولتنس با او به دشمنی برخاست. شولتنس به وسیله دو نامه ای که برای منکن فرستاد و او آن را منتشر کرد ردی بر نقد شاگردش نوشت. این مساله نه تنها بر عموم خوانندگان، بلکه همچنین بر اساتید دانشگاه ها که از موضوع درگیری آگاهی نداشتند تأثیر گذاشت. بدین جهت هیچ دانشگاه آلمانی و غیر آلمانی از او برای تدریس دعوت نکرد. پس از آن که اوضاع معیشتی رایسکه پس از قطع مقرری دولت درسدن بد شد (سال ۱۷۵۵)، ناچار شد که پستی را در دبیرستان عهده دار شود. در سال ۱۷۵۸ مدیر مدرسه نیکولای شد. هنگامی که در سال ۱۷۵۶ مدیر موزه سکه در درسدن، شناسایی و معرفی سکه های عربی را به او سپرد توجه کونت واکربرت به او جلب شد و به او وعده داد که فشار اعتراض روحانیون علیه تعیینش به عنوان مدیر مدرسه نیکولای را از بین ببرد.با انتصاب او به این شغل در سال ۱۷۵۸، اوضاع مالیاش پس از سال های طولانی سختی و دشواری خوب شد مسؤولیت او فرصتی برای او باقی نمی گذاشت تا در آن تحقیقاتش در زمینه ادبیات عرب و ادبیات یونان بپردازد‌.
رایسکه در سال ۱۷۶۴ در سن ۴۸ سالگی با ارنستین کریستین (۱۷۳۵-۱۷۹۸) ازدواج کرد. ارنستین برای او در زندگی یاور خوبی بود و پس از مرگ رایسکه (چهاردهم اگوست ۱۷۷۴) به رایسکه وفادار ماند و یاد او را زنده نگه داشت. 
رایسکه خود در سال ۱۷۷۰ زندگینامه اش را نوشت و همسرش پس از مرگ او آن را منتشر کرد و ضمیمه ای به قلم خودش بر آن افزود.

## آثار
رایسکه آثار بیشماری در زمینه های مختلف علمی دارد که برخی از آنها را در اینجا نام میبریم.

الف - انتشار و چاپ علمی کتاب های ذیل:
۱- «مجموعه ها» تأليف قسنطنطینوس پورفیروگنتوس (با همکاری لیچ، لیپزیک، ۱۷۵۱-۱۷۵۴، در دو جلد. این کتاب را در «مجموعۀ نویسندگان تاریخ بیزانس» در دو بخش تکمیل کرد. 
۲- «گزیده ها» تألیف کفالوس (۱۷۵۴)
۳- «ديوان شعر ثيوکریتوس» 
(۱۷۶۵-۱۷۶۶، در ۲ بخش)
۴- «سخنرانان یونانی» (۱۷۷۰-۱۷۷۵، در ۱۲ جلد)
۵- تأليفات فلوطرفس» (۱۷۷۴-۱۷۸۲ ، در ۱۲ جلد)
۶- «تألیفات ديونسيوس هالیکرناسی» (۱۷۷۴-۱۷۷۷ ، در ۶ جلد) 
۷- «خطبه های دیوان چانه طلایی» ، (۱۷۸۴-۱۷۹۸، در ۲ جلد)
۸- «خطبه های لیبانیوس» (۱۷۹۱_۱۷۹۷، در ۴ جلد)
۹- «تذکراتی به مؤلفین یونانی» (۱۷۵۷ - ۱۷۶۶، در ۵ جلد)

ب_ آثار زیر را از یونانی به آلمانی ترجمه کرد:
۱- خطابه های دیموبستانس واسخينس، (در ۵ جلد، ۱۷۶۴-۱۷۶۹)
۲ - خطابه های تیوکیدیدس

سپس به چاپ متن های کوچک بسنده کرد: 
۱- «نامه ابن زیدون به ابن عبدوس» را منتشر 
کرد: متن عربی همراه با ترجمه لاتین Abi,l" 
Walidi Ibn Zeiduni Risalet seu Episto- bium Arabice et hatine cam Notalis Edidit J.J. Reiske. Lipsiae. 1755." 
وی بخش هایی از شرح ابن نباته برنامه ابن زیدون را تحقیق کرد و آن را همراه با تعلیقاتی به لاتین ترجمه نمود و آن را به استاد «هیرت»، استادی از دانشگاه یین سپرد که آن را در کتابش 
"Intitutiones Arabicae Linguae1770, 
536 - 516.p
منتشر کرد و چاپ رایسکه از کتاب در سال ۱۷۷۰، تجدید شد. 
٢- «لامية العجم» طغرایی را در سال ۱۷۵۶ به آلمانی ترجمه کرد. 
۳- در سال ۱۷۶۵ به عنوان نمونه هایی از شعر عربی، برخی غزلیات و دو مرثیه کامل از متنبی را منتشر کرد: متن عربی، همراه با ترجمه آلمانی و تعلیقات (۱۷۶۵). وی این مجموعه شعری را به همسرش اهدا کرد.